# Kammergeschütz
Ein Kammergeschütz (auch Vögler, Kammerschlange oder Kammerstück) ist eine Bauweise von Geschützen. Sie zeichnen sich dadurch aus, dass der Raum, der für die Pulverladung bestimmt ist und Kammer genannt wird, einen geringeren Querschnitt hat als der Rest der Seele. Es hat somit eine im Verhältnis zum Kaliber kleinere Kammer. Es gibt zwei grundsätzliche Typen.

## Abnehmbare Kammer

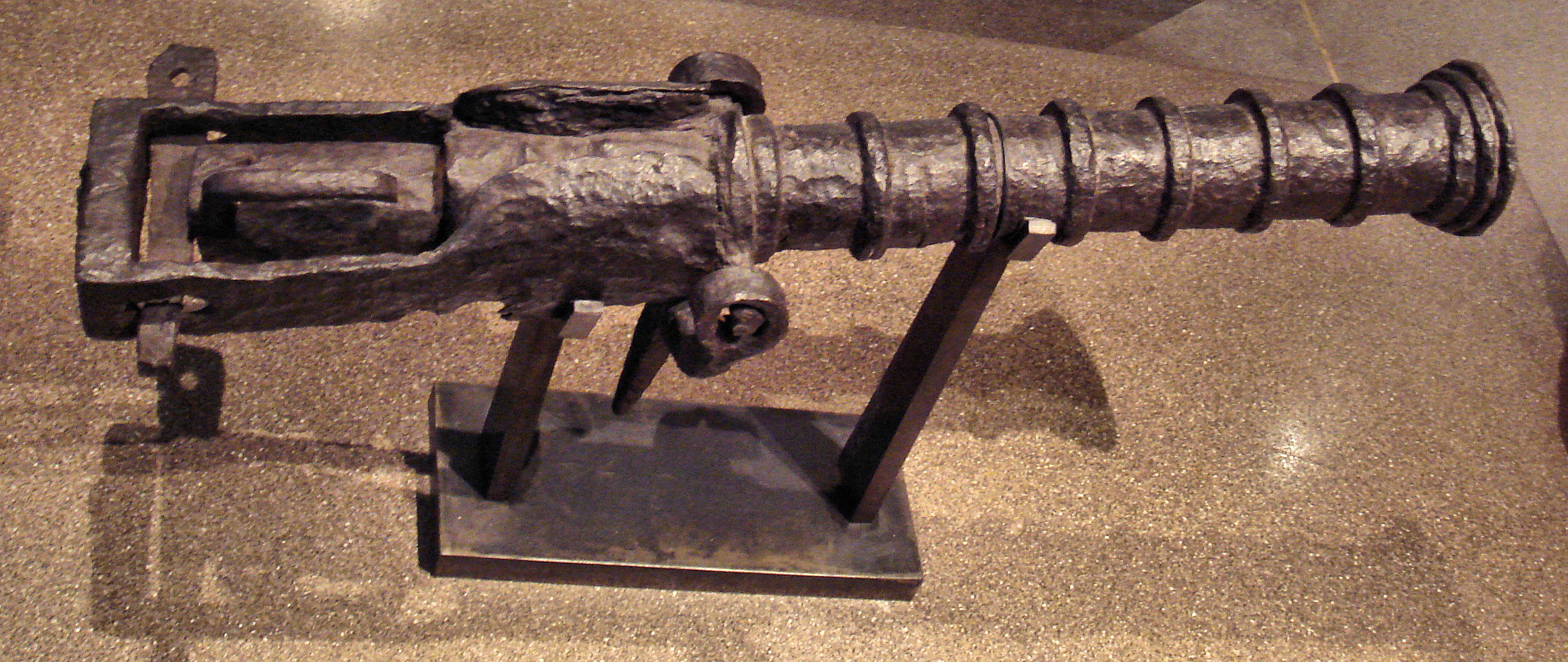
Hinterladergeschütz mit herausnehmbarer Kammer im hinteren, rahmenförmigen Teil (um 1410)

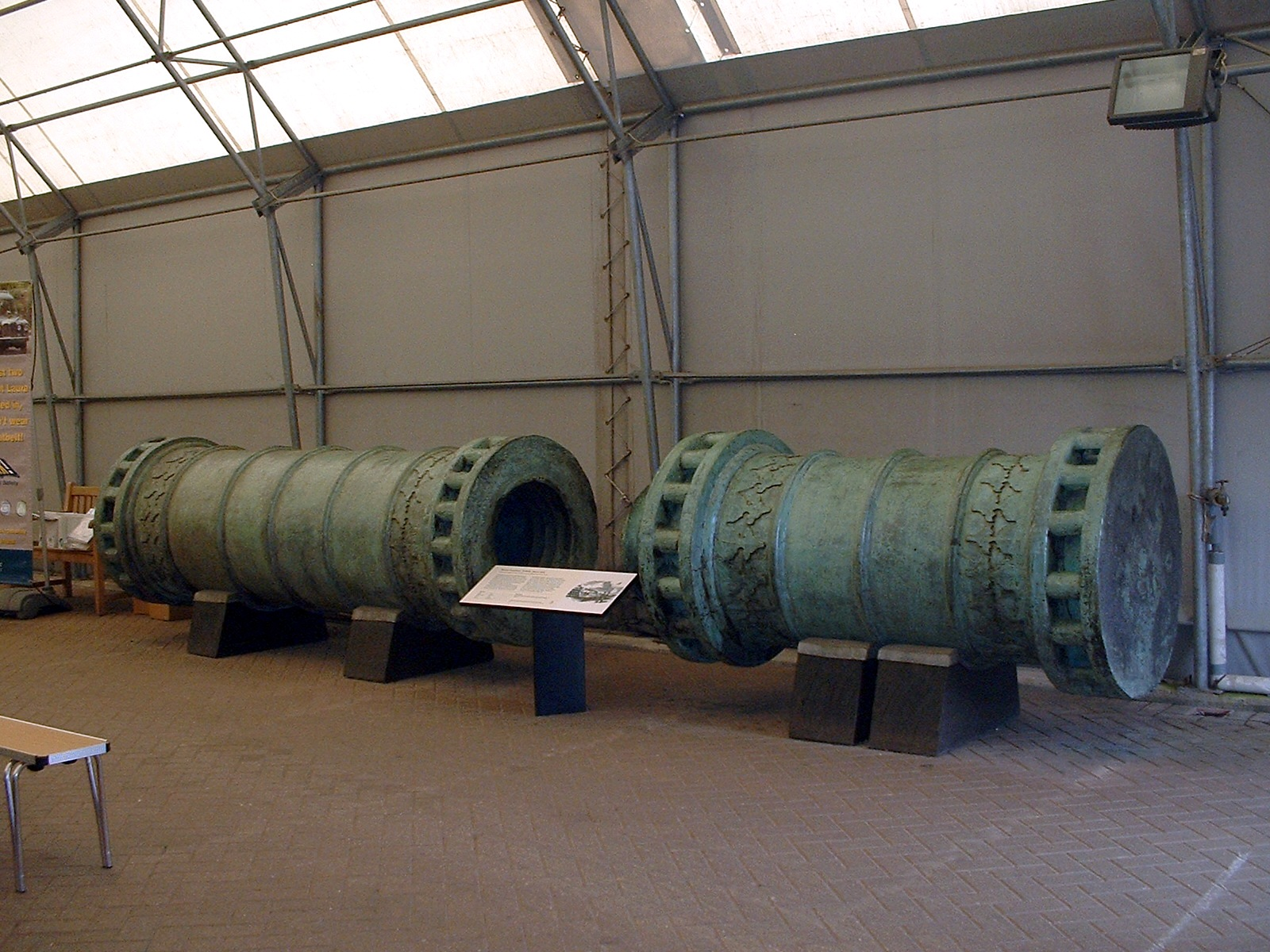
Dardanellengeschütz mit abschraubbarer Kammer (ab 1464)

Um die Ladegeschwindigkeit spätmittelalterlicher Geschütze  zu erhöhen, wurden Geschütze mit einem zweigeteilten Rohr entwickelt. Dies ist somit eine frühe Form des Hinterladers. Der längere, vordere Teil des Rohrs, Flug genannt, dient der Genauigkeit des Schusses. In die Kammer, d. h. den kürzeren, hinteren Teil, wird das Schwarzpulver und die Kugel geladen. Vor dem Abschuss wurde die Kammer hinter dem Rohr mit Keilen eingeklemmt. Es gab aber auch solche, die mit Schraubgewinden befestigt wurden. Mit dieser Technik ist es möglich mehrere Kammern gleicher Größe gleichzeitig  zu laden, schnell hintereinander am jeweiligen Geschütz zu wechseln und dadurch die Schussfrequenz erheblich zu erhöhen. Die Kammer konnte zudem an einem geschützten Ort geladen und der Pulvervorrat in sicherer Distanz zum Geschütz gelagert werden.
Ein wesentlicher Nachteil gegenüber den sonst gebräuchlichen Vorderladern war jedoch, dass es mit der damaligen Schmiedetechnik nicht möglich war, den Verschluss zwischen beiden Rohrteilen vollständig abzudichten. So trat ein Teil des Gases heraus, das Pulver verlor einen Teil seiner Kraft und im schlimmsten Fall verursachte die nicht richtig befestigte Kammer beim Abschuss Verluste in den eigenen Reihen.

## Fest verbundene Kammer

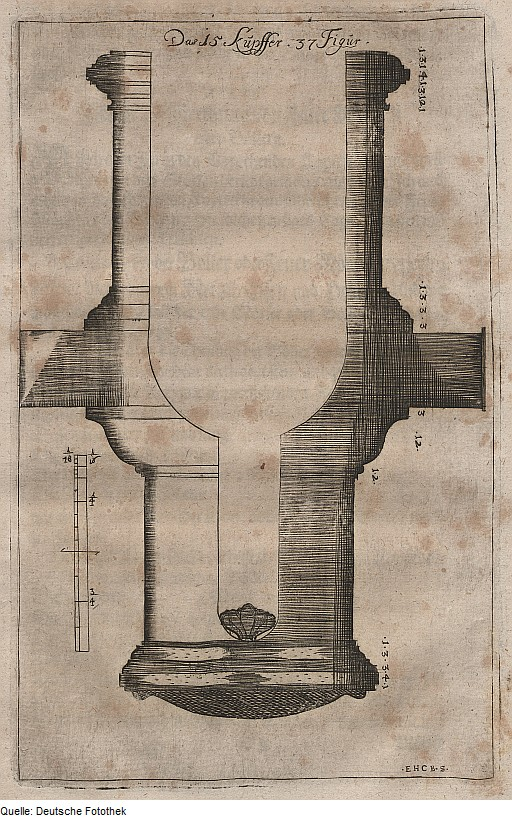
Querschnitt eines Mörsers mit ausgeprägter Pulverkammer

Diese Kammergeschütze verengen sich im hinteren Teil des Rohrs konisch bzw. zylindrisch zur Pulverkammer. Durch diese Einrichtung wird das Einbringen der Ladung schwieriger als bei Vorderladerkanonen mit gleichmäßigem Lauf. Dadurch wurde diese Bauart für Mörser und Haubitzen verwendet. Beispielhaft für diese Konfiguration stehen die Riesengeschütze Mons Meg, Faule Mette oder der Pumhart von Steyr.